# Гатендорф (Горња Франконија)
Гатендорф (њем. Gattendorf) општина је у њемачкој савезној држави Баварска. Једно је од 27 општинских средишта округа Хоф. Према процјени из 2010. у општини је живјело 1.155 становника. Посједује регионалну шифру (AGS) 9475127.

## Географски и демографски подаци
Гатендорф се налази у савезној држави Баварска у округу Хоф. Општина се налази на надморској висини од 544 метра. Површина општине износи 22,2 km². У самом мјесту је, према процјени из 2010. године, живјело 1.155 становника. Просјечна густина становништва износи 52 становника/km².